# Округ Томас (Канзас)
Округ Томас (енгл. Thomas County) је округ у америчкој савезној држави Канзас. По попису из 2010. године број становника је 7.900. Седиште округа је град Колби.

## Демографија
Према попису становништва из 2010. у округу је живело 7.900 становника, што је 280 (3,4%) становника мање него 2000. године.
| Група             | 2000.         | 2010.         |
| Белци             | 7.882 (96,4%) | 7.336 (92,9%) |
| Афроамериканци    | 35 (0,4%)     | 49 (0,6%)     |
| Азијати           | 22 (0,3%)     | 38 (0,5%)     |
| Хиспаноамериканци | 151 (1,8%)    | 370 (4,7%)    |
| Укупно            | 8.180         | 7.900         |